# Homo gautengensis
Homo gautengensis es una especie del género Homo, descrita en mayo de 2010.

## Descubrimiento y análisis
El antropólogo Dr Darren Curnoe, de la Escuela de Ciencias Biológicas, Ambientales y de la Tierra de la UNSW anunció en mayo de 2010 que los restos fósiles de parte de un cráneo encontrados más de treinta años antes en la cuevas de Sterkfontein, cerca de Johannesburgo (Sudáfrica), pertenecían a una especie que denominó Homo gautengensis. Si bien los fósiles que sirvieron de base para la descripción de esta especie habían sido reconocidos como Homo, no habían sido clasificados dentro de una especie determinada.
Los primeros restos encontrados de esta especie fueron descubiertos originalmente en 1977, pero habían quedado en gran medida ignorados. Fueron entonces catalogados como Stw 53 y considerados «anómalos».
La identificación de H. gautengensis se basó en partes de cráneos, varias mandíbulas, dientes y otros huesos que se encontraron en ocasiones diferentes. Se estima que la especie surgió hace más de dos millones de años, antes de aparecer Homo habilis y se extinguió hace unos seiscientos mil años.

## Descripción
De acuerdo con Curnoe, líder del proyecto de investigación, Homo gautengensis tenía una combinación de cerebro relativamente pequeño con respecto a otras especies de su género y dientes grandes, adaptados para masticar materias vegetales, que de acuerdo a su peculiar especialización ecológica, consumía en mayor proporción que Homo erectus y Homo sapiens y probablemente más que Homo habilis." Aparentemente producía y usaba herramientas de piedra y podía hacer o reproducir fuego, ya que hay evidencia de huesos de animal quemados, asociados con los restos de H. gautengensis.
Curnoe y su colega sudafricano Phillip Tobias, creen que 'H. gautengensis tenía una estatura de algo más de 90 cm y pesaba cerca de 55 kg. Caminaba erguido sobre sus dos pies, "pero probablemente pasaba un tiempo considerable en los árboles para comer y escapar de los predadores", afirma Curnoe.
Los investigadores creen que carecía de las habilidades del lenguaje hablado. Debido a su anatomía y la edad geológica, los investigadores piensan que era un pariente Homo sapiens, pero no necesariamente un antepasado directo.

## Implicaciones
Es de advertir que huesos aún más antiguos que los de H. gautengensis, aguardan ser estudiados debidamente y clasificados. Según Colin Groves, un profesor en la Escuela de Arqueología y Antropología de la Universidad Nacional Australiana, en Camberra: "Aquí hubo una serie de especies diferentes de proto-humanos, tal vez de corta duración, que vivieron en el oriente y el sur de África en el período entre hace dos millones y un millón de años".